# Scărișoara-Höhle

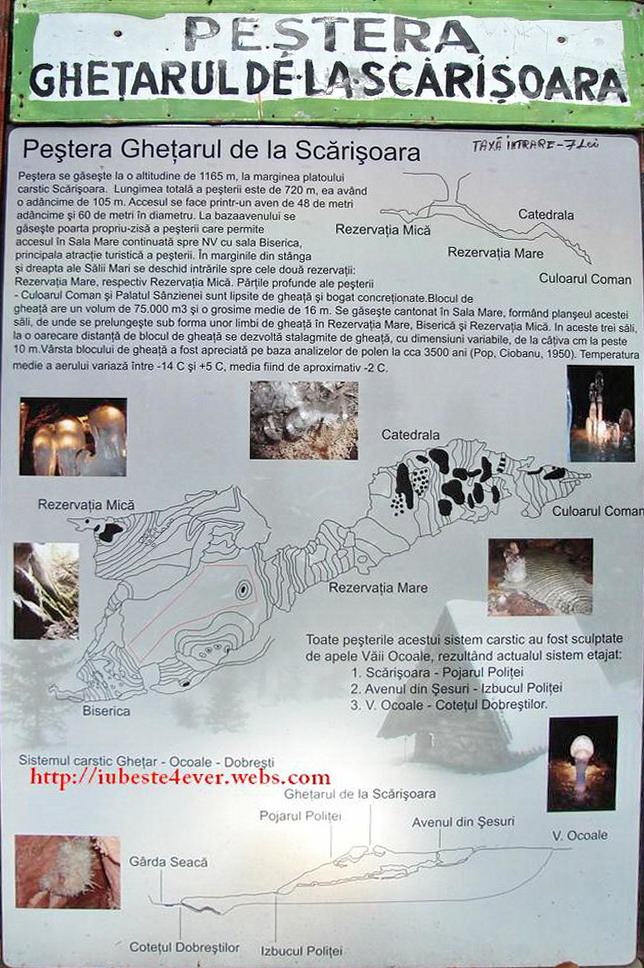
Infotafel Scărișoara-Höhle

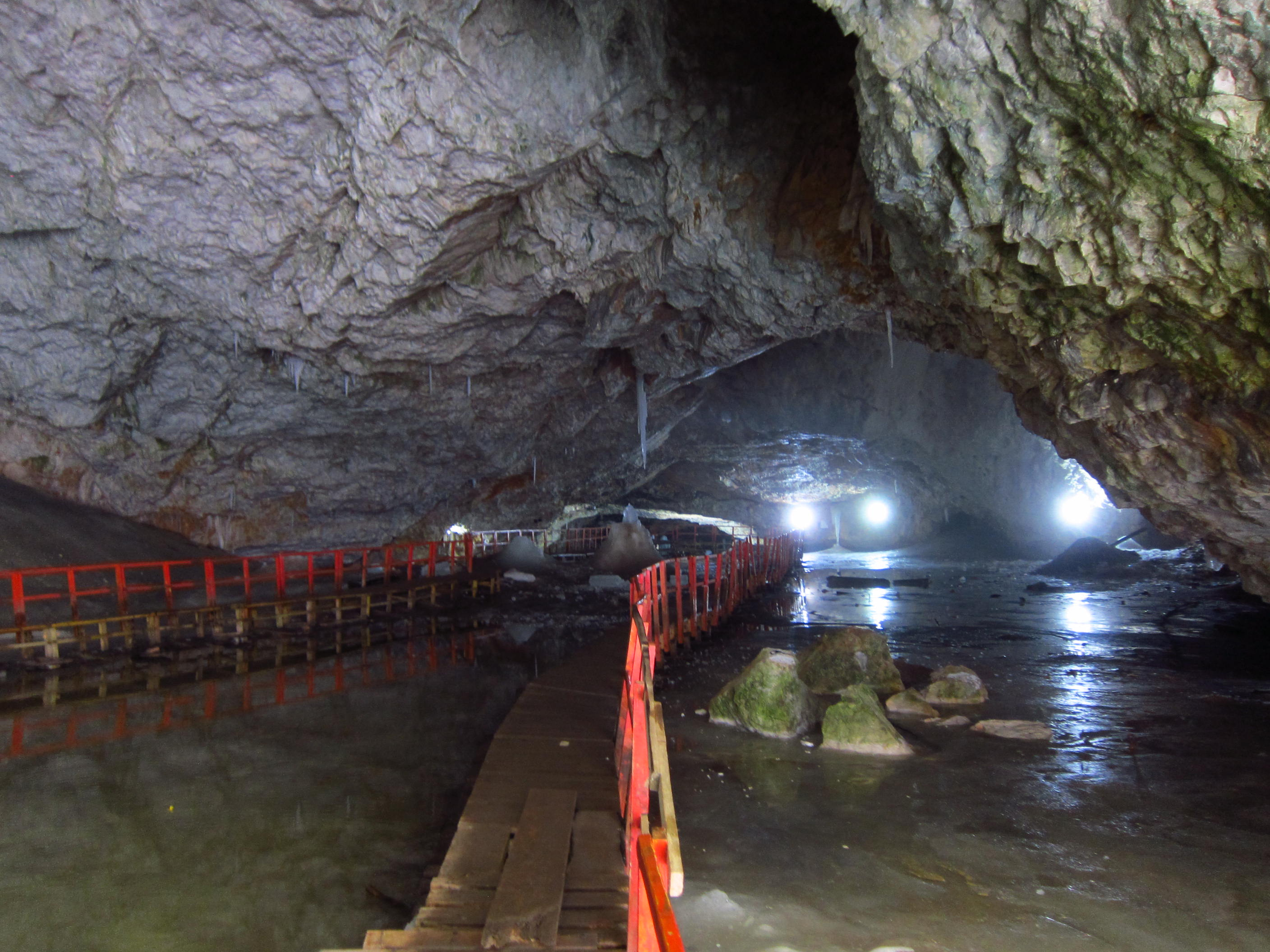
Kirchensaal Sommer 2017

Die Scărișoara-Höhle (rumänisch Peștera Scărișoara) ist eine Eishöhle in 1082 Metern Seehöhe im rumänischen Apuseni-Gebirge, etwa 40 Kilometer von der Stadt Câmpeni entfernt. Von Gârda de Sus aus erreicht man die Höhlen auf einer ca. 10 km langen, schmalen Asphaltstraße. Sie ist Teil des Naturparks Apuseni und umfasst den kompaktesten unterirdischen Eisblock Europas mit einem Volumen von 75.000 Kubikmetern und einer Dicke bis zu 26 Metern. Pollenanalysen datieren das Eis auf ein Alter von etwa 3500 Jahren.

## Entstehung
Laut wissenschaftlicher Erkenntnisse des Speläologischen Instituts Emil Racoviță in Cluj (Klausenburg) zernagte das Wasser des nahe gelegenen Ocoale-Tals den Kalkstein an der Oberfläche des Gebirges vor einer Million Jahren und schuf so die Karstlandschaft. Das Wasser drang unter die Erde, wo es im Laufe der Zeit Hohlräume in den Felsen wusch. Auf diese Weise entstanden die heutigen Höhlen. Während der Eiszeit bildeten sich unterirdische Gletscher. Während das Eis in den anderen Höhlen wieder verschwand, konnte der Gletscher in Scărișoara unter der Erde bestehen.
Da die Höhle nur durch eine einzige Öffnung mit der Oberfläche verbunden ist, bleibt das Eis trotz der extrem hohen Temperaturen auch in den Sommermonaten erhalten. Während im Winter die kalte Luft durch die Schlucht nach unten sinkt und so in die Höhle gelangt, bleibt im Sommer die warme, leichtere Luft oben. Zudem wirkt der Eisblock wie ein Kühlaggregat. Dabei verwandelt sich die Eislandschaft ständig. Im Frühjahr gelangt Schmelzwasser von der Oberfläche in die Schlucht und verwandelt sich zu Eis. Nur ein geringer Teil davon schmilzt wegen der Sommertemperatur in der Höhle. Der Gletscher nimmt von Jahr zu Jahr um eine neue Eisschicht zu. In einer Tiefe von über 90 Metern verschwindet das Eis wieder. Hier nimmt die Temperatur des Gesteins zu. Pollenanalysen haben bestätigt, dass das älteste Eis des heutigen Gletschers 3500 Jahre alt ist.

## Beschreibung
Die Scărișoara-Höhle ist die größte Touristenattraktion des Apuseni-Gebirges in Nordwestrumänien. Der Eingangsschacht mit steil abfallenden Felswänden ist 50 Meter breit und 48 Meter tief. Über eine Leiter aus Stahl, die im Stein befestigt ist, erreicht man über 450 Stufen den Höhleneingang.
Die unterirdischen Eisvorkommen haben einen Umfang von 75.000 Kubikmetern und eine Dicke bis zu 26 Metern. Ihr maximales Alter wurde mit Hilfe der Pollenanalyse auf 3500 Jahre datiert.
Die Scărișoara-Höhle ist nur ein kleines Teilstück eines viel größeren unterirdischen Systems, das in dieser Region auf mehreren Etagen ausgebreitet ist.
Der österreichische Speläologe Adolf Schmidl erwähnte die Scărișoara-Höhle erstmals im Jahr 1863 und erstellte den ersten Höhlenplan.
Die Höhle ist in mehrere Sektoren eingeteilt, die verschiedene Bezeichnungen haben. Der „Große Saal“  (rumänisch: Sala Mare) ist 109 Meter lang und 78 Meter breit. Er macht den eigentlichen Höhlenbereich aus. Massives Eis bedeckt den Boden, Stalagmiten und Stalaktiten aus meterdickem Eis umgeben den Gletscherblock und bilden ein unterirdisches Labyrinth.
Die „Kirche“ (rumänisch: Biserica) ist der Raum mit den schönsten Eisformationen. Die meisten Stalagmiten sind im späten Winter und frühen Frühjahr zu sehen.
Die anderen Räume sind den Wissenschaftlern vorbehalten: „Rezervatia Mica“, „Rezervatia Mare“ und „Galeria Coman“.
Ein kleiner, augenloser endemischer Käfer ist in der Scărișoara-Höhle beheimatet. Der französische Entomologe René Jeannel nannte ihn Pholeuon proserpinae glaciale und stellte fest, dass er außerhalb der Höhle nicht überleben kann. In der Höhle selbst hingegen erweist er sich als Überlebenskünstler. Er orientiert sich nach dem Geruch, seine Nahrungsquelle sind uralte organische Reste im Schmelzwasser des Eises. Zudem wurden versteinerte Bergziegenknochen in 100 Meter Tiefe gefunden. Auch diese wurden von den Speläologen auf über 3000 Jahre datiert.
Die Höhle wurde zum Naturdenkmal und Speläologie-Reservat erklärt worden.

## Legenden
Um die Scărișoara-Höhle ranken sich mehrere Legenden.
Nach einer Sage soll einst der Drache Solomat in der Höhle gehaust haben. Jedes Jahr entführte er ein Mädchen, entweder am Neujahrstag oder in der Nacht vor dem „Mädchenmarkt in Gâina“. Er versteckte sie in seinem Eispalast und sie wurde nie wieder gesehen.
Nach einer anderen Sage befanden sich hinter einer Felsformation namens La Brazi zwei mit Wasser gefüllte Becken. Kniete man sich vor den Becken nieder mit entblößtem Haupt und trank man von dem Wasser, indem man dabei einen Wunsch aussprach, dann ging dieser Wunsch in Erfüllung, unter der Voraussetzung, dass man ein Jahr lang niemandem von dem Wunsch erzählte.